# Hidrometalurgia
La hidrometalurgia es la rama de la metalurgia extractiva que cubre la extracción y recuperación de metales 
usando soluciones líquidas, acuosas y orgánicas.
Se basa en la concentración de soluciones en uno a varios elementos de interés metales, presentes como iones, que por reacciones reversibles y diferencias físicas de las soluciones son separados y aislados de forma específica. Como resultado se obtiene una solución rica en el ion de interés y con características propicias para la próxima etapa productiva.
En general los metales extraídos por esta técnica son provenientes de los minerales anteriormente lixiviados en medios sulfato, cloruro, amoniacal, etc. Metales como cobre, níquel, vanadio, cromo y uranio, son extraídos de esta forma. Por ese último metal se dio comienzo a la Hidrometalurgia durante el auge de la industria nuclear apoyada económicamente por la segunda guerra y posteriormente guerra fría.
Los procesos hidrometalúrgicos normalmente operan a temperaturas bajas (en el rango de 25 a 250 °C). Las presiones de operación pueden variar de unos pocos kPa (kilopascales) (vacío) hasta presiones tan altas como 5000 kPa.
El punto fuerte de la hidrometalurgia radica en la gran variedad de técnicas y combinaciones que pueden ser usadas para separar metales una vez que han sido disueltos a la forma de iones en solución acuosa.
El proceso hidrometalúrgico más importante es el colado, mediante el cual el mineral deseado se va disolviendo selectivamente, aunque comúnmente también son frecuentes los procesos de lixiviación y biolixiviación dentro de la metalurgia contemporánea.